# The Key (1934)
The Key is een Amerikaanse dramafilm uit 1934 onder regie van Michael Curtiz.

## Verhaal
Kapitein Bill Tennant is een Britse huursoldaat die in de jaren 20 gestationeerd is in Dublin. Hij heeft een relatie met Nora, de vrouw van zijn beste vriend Andy Kerr. Andy wordt gevangengenomen door Ierse vrijheidsstrijders. Hij wordt enkel vrijgelaten in ruil voor de Ier Peadar Conlan. Bill is van plan om Andy te redden.

## Rolverdeling
| Acteur            | Personage             |
| ----------------- | --------------------- |
| William Powell    | Kapitein Bill Tennant |
| Edna Best         | Norah Kerr            |
| Colin Clive       | Kapitein Andy Kerr    |
| Hobart Cavanaugh  | Homer                 |
| Halliwell Hobbes  | Generaal C.O. Furlong |
| Donald Crisp      | Peadar Conlan         |
| J.M. Kerrigan     | O'Duffy               |
| Henry O'Neill     | Dann                  |
| Phil Regan        | Jonge Ier             |
| Arthur Treacher   | Luitenant Merriman    |
| Maxine Doyle      | Pauline O'Connor      |
| Arthur Aylesworth | Kirby                 |
| Gertrude Short    | Evie                  |
| Anne Shirley      | Bloemenmeisje         |